# Russula silvicola
Russula silvicola é um fungo que pertence ao gênero de cogumelos Russula na ordem Russulales. A espécie foi descrita cientificamente em 1975.